# Ban Pong
Ban Pong (Thai: บ้านโป่ง) is een plaats in de tambon Pong Ngam in de provincie Chiang Rai. De plaats heeft een oppervlakte van 4 km² en telde in 2009 in totaal 884 inwoners, waarvan 433 mannen en 451 vrouwen. Ban Pong telde destijds 210 huishoudens.
In de plaats bevindt zich een kleuterschool en een basisschool. Op de kleuterschool zitten 36 leerlingen en vier docenten en op de basisschool zitten 284 leerlingen en acht docenten. Ook bevindt zich in Ban Pong een tempel, de "Wat Pong Pha".